# 黒埼中学前駅
黒埼中学前駅（くろさきちゅうがくまええき）は、かつて新潟県西蒲原郡黒埼町大字大野（現新潟市西区大野町）にあった新潟交通電車線の駅。

## 概要
近隣にある、黒埼町立黒埼中学校へ通学する学生への利便を考えて、住民からの要望により開業された駅であったが、駅と中学校の間に朝の時間帯に車の往来の多い道路があったため、木場駅および板井駅より通学する生徒に対しては、中学校側から、新大野駅を通学に利用するよう通達があった。
計画当初は当駅の辺りに越後大野駅が置かれるはずだったが、一部の住民の反対により、中心から外れた場所で開業した。

## 歴史
- 1982年（昭和57年）1月1日 - 新潟交通の駅として開業[1]。
- 1999年（平成11年）4月5日 - 新潟交通電車線東関屋駅 - 月潟駅間廃線により廃駅となる。

## 構造
単式ホーム1面1線の地上駅。無人駅。

## 駅周辺
- 国道8号
- 大野町郵便局
- 黒埼町立黒埼中学校（現新潟市立黒埼中学校）
- 黒埼町役場（現新潟市西区役所黒埼出張所）
- 新潟西警察署黒埼交番

## バス
駅跡から東へ徒歩約5分の国道8号・大野仲町交差点周辺に、新潟交通グループ（同社と新潟交通観光バス）のバス停留所が設けられている。
2015年12月現在の運行路線は下記のとおりである。
大野仲町
- 白根・味方・内野方面（仲町交差点南側、白根方面車線）
  - W70・W73　大通ニュータウン経由　白根・潟東営業所
  - W74　【急行】白根大通病院経由　白根・潟東営業所
  - W80　味方・月潟
  - W81　木場経由　味方・潟東営業所
  - 黒鳥・信楽園病院経由　内野営業所
  - 南区区バス 【レインボーバス】北部コース
- 青山・新潟駅方面（仲町交差点北側、黒埼IC方面車線・ローソン新潟大野町店前）
  - W70・W71・W80・W81　ふるさと村・寺地経由　青山
  - W70　【快速】ふるさと村・寺地経由　青山
  - W70　【快速】ふるさと村・白山駅前経由　新潟駅前
  - W70　【モーニングライナー】ふるさと村・学校町経由　新潟駅前
  - W72　ときめき・済生会病院・寺地経由　青山
  - W73　【区間快速】ふるさと村・江南高校経由　新潟駅南口
  - W74　【急行】ふるさと村・県庁前経由　市役所前
  - S72　曽野木団地入口・市民病院・南長潟経由　新潟駅南口
※大野・白根線の下り（白根方面）は、快速は当停留所から、急行は上塩俵から各停留所に停車する。上り（青山・新潟駅方面）は種別ごとに停車停留所や経由地が異なる。
※大野・白根線の快速ダイレクト便・区間快速・モーニングライナーを除く全便と味方線の全便はいずれも青山発着、急行は市役所前発着で、古町・新潟駅方面との間は青山もしくは市役所前で萬代橋ライン等との乗り換えが必要である。

## 駅跡
駅施設は全て撤去されており、線路跡は自転車・歩行者道として整備されている。
| ]                                               |  | 自転車歩行者専用道路として整備された黒埼中学前駅跡地。越後大野駅側を望む。（2018年4月14日） |
| 赤白の柵の先にホームがあった。（2011年6月5日）] |  | 自転車歩行者専用道路として整備された黒埼中学前駅跡地。越後大野駅側を望む。（2018年4月14日） |

## 隣の駅
新潟交通
電車線
越後大野駅 - 黒埼中学前駅 - 新大野駅